# Vladimir Kostin
Vladimir Michajlovič Kostin, in russo Владимир Михайлович Костин? (Mosca, 22 giugno 1921 – Mosca, 3 maggio 1994), è stato un arbitro di pallacanestro sovietico, dal 1992 russo. È membro del FIBA Hall of Fame dal 2007.

## Carriera
Ha iniziato la propria carriera arbitrale nel 1937, dirigendo le prime sei edizione delle Spartachiadi. Ha preso parte a tre edizioni dei Giochi olimpici (Helsinki 1952, Melbourne 1956 e Montréal 1976), ai Mondiali 1963, ai Mondiali femminili 1959, ed in varie edizioni degli Europei e delle competizioni europee per club.